# Ratiopharm Ulm
O Ratiopharm Ulm é um clube profissional alemão que atualmente disputa a Bundesliga. Sua sede está na cidade de Ulm, Estado de Baden-Württemberg e sua arena é a Ratiofarm Arena com 6.200 lugares.

## Histórico de Temporadas
| Temporada | Nível | Liga | Pos. | J     | PL  | Resultado         | Copa da Alemanha          | Competições internacionais |
| --------- | ----- | ---- | ---- | ----- | --- | ----------------- | ------------------------- | -------------------------- |
| 1999-00   | 1     | BBL  | 13   | 8-18  |     | [ nota 1 ]        | -                         | -                          |
| 2000-01   | 1     | BBL  | 14   | 6-20  |     | Rebaixado         | -                         | -                          |
| 2001-02   | 2     | ProA | 7    | 18-12 |     |                   | -                         | -                          |
| 2001-02   | 2     | ProA | 3    | 26-6  |     |                   | -                         | -                          |
| 2003-04   | 2     | ProA | 2    | 26-4  |     |                   | -                         | -                          |
| 2004-05   | 2     | ProA | 2    | 24-6  |     |                   | -                         | -                          |
| 2005-06   | 2     | ProA | 1    | 29-1  |     | Promovidocampeão  | -                         | -                          |
| 2006-07   | 1     | BBL  | 12   | 16-18 |     |                   | -                         | -                          |
| 2007-08   | 1     | BBL  | 12   | 16-18 |     |                   | -                         | -                          |
| 2008-09   | 1     | BBL  | 5    | 21-13 | 0-3 | Quartas de finais | -                         | -                          |
| 2009-10   | 1     | BBL  | 13   | 13-21 |     |                   | -                         | -                          |
| 2010-11   | 1     | BBL  | 14   | 12-22 |     |                   | -                         | -                          |
| 2011-12   | 1     | BBL  | 2    | 27-7  | 6-3 | Finalista         | Copa da Alemanha 3º       | -                          |
| 2012-13   | 1     | BBL  | 3    | 24-10 | 5-3 | Semifinais        | Copa da Alemanhafinalista | 2 EuroCopa OF              |
| 2013-14   | 1     | BBL  | 6    | 20-14 | 1-3 | Quartas de finais | Copa da Alemanhafinalista | 2 EuroCopa OF              |
| 2014-15   | 1     | BBL  | 5    | 21-13 | 3-5 | Semifinalista     | Copa da AlemanhaPF        | 3 EuroChallenge TR         |
| 2015-16   | 1     | BBL  | 7    | 21-13 | 6-5 | Finalista         |                           | 2 EuroCopa U32             |
| 2016-17   | 1     | BBL  | 1    | 30-2  | 5-5 | Semifinais        | Copa da AlemanhaPF        | 2 EuroCopa T16             |
| 2017-18   | 1     | BBL  | 10   | 16-18 |     |                   | Copa da Alemanha 3º       | 2 EuroCopa TR              |
| 2018-19   | 1     | BBL  | 6    | 20-14 | 0-3 | Quartas de finais | Oitavas de finais         | 2 EuroCopa T16             |
| 2019-20   | 1     | BBL  | 10   | 10-10 |     |                   | Semifinalista             | 2 EuroCopa TR              |
| 2020-21   | 1     | BBL  | 6    | 23-11 | 4-4 | Semifinais        |                           | 2 EuroCopa TR              |
| 2021-22   | 1     | BBL  | 5    | 22-12 | 0-3 | Quartas de finais | Oitavas de finais         | 2 EuroCopa QF              |
| 2022-23   | 1     | BBL  | 7    | 18-16 | 9-2 | Campeão           | Oitavas de finais         | 2 EuroCopa QF              |
| 2023-24   | 1     | BBL  | 4º   | 24-10 | 1-3 | Quartas de finais | Finalista                 | 2 EuroCopa OF              |
| 2024-25   | 1     | BBL  | 2º   | 23-9  | 8-5 | Finalista         | Oitavas de finais         | 2 EuroCopa OF              |
| 2025-26   | 1     | BBL  |      |       |     |                   |                           | 2 EuroCopa                 |

fonte:eurobasket.com